# (1457) Ankara
(1457) Ankara es un asteroide perteneciente al cinturón de asteroides descubierto el 3 de agosto de 1937 por Karl Wilhelm Reinmuth desde el observatorio de Heidelberg-Königstuhl, Alemania.

## Designación y nombre
Ankara fue designado al principio como 1937 PA.
Más adelante se nombró por la ciudad turca de Ankara.

## Características orbitales
Ankara está situado a una distancia media de 2,697 ua del Sol, pudiendo acercarse hasta 2,277 ua y alejarse hasta 3,117 ua. Su inclinación orbital es 6,097° y la excentricidad 0,1556. Emplea en completar una órbita alrededor del Sol 1618 días.